# Луций Марций Цензорин (консул 39 пр.н.е.)
Луций Марций Цензорин (на латински: Lucius Marcius Censorinus) e политик на късната Римска република през 1 век пр.н.е.

## Произход и политическа кариера
Той е племенник на Гай Марций Цензорин. Неговата фамилия е привърженик на Гай Марий и е от свитата на Гай Юлий Цезар. Марций иска да пази Цезар на Мартенските иди.
След убийството на Цезар Марций става привърженик на Марк Антоний и през 43 пр.н.е. е негов наследник като претор urbanus. По време на Втория триумвират той се връща в Рим и купува къщата на убития Цицерон. От 42 до 40 пр.н.е. e пропретор на Ахея и Македония.
През 39 пр.н.е. е избран за консул заедно с Гай Калвизий Сабин. Службата си започва с празнуване на триумф за успехите в Македония.
През 17 пр.н.е. се споменава, че вероятно той участва в празненствата на quindecemvir sacris faciundis при Ludi Saeculares, което означава, че е надживял Марк Антоний.